# دریادونده
دریادونده (نام علمی: Thalassodromeus) نام یک سرده از بالاخانواده اژدرهاواران است.